# CM4
CM4 este un calculator românesc realizat în 1984 probabil la ITCI Timișoara. Folosea o memorie ROM de tipul MOS 32 kB, fabricată în același loc.